# Stazione di Anversa Centrale
La stazione di Anversa Centrale (in fiammingo: Antwerpen-Centraal) è la principale stazione ferroviaria della città belga di Anversa. È gestita dalla compagnia statale SNCB.

## Storia
L'attuale fabbricato fu costruito tra il 1895 ed il 1905 su una precedente stazione. Il progetto fu ideato dall'architetto Louis Delacenserie. Durante la seconda guerra mondiale fu danneggiata dalle V-2 tedesche.
Nel 1998 sono stati avviati una serie di lavori volti a trasformare lo scalo da stazione di testa a stazione passante. È stato così scavato un tunnel che, passando sotto Anversa Centrale, ha unito direttamente gli scali minori di Anversa-Dam e Anversa-Berchem. Ciò ha permesso ai treni ad alta velocità Thalys, HSL 4 e HSL-Zuid di poter accedere direttamente alla stazione. Il primo convoglio ad alta velocità ha fatto scalo ad Anversa Centrale il 25 marzo 2007.
Nel 2011 la stazione di Anversa Centrale è stata insignita con il Premio del patrimonio culturale dell'Unione europea di Europa Nostra.